# Корильяно, Джон
Джон Пол Корилья́но (англ. John Paul Corigliano, род. 16 февраля 1938, Нью-Йорк, США) — американский композитор и педагог.

## Биография
Сын скрипача Джона Корильяно-старшего (1901—1975), итальянского происхождения, и пианистки, музыкального педагога Розы Бузен (1907—2002), из еврейской семьи из Вад-Рашкова Бессарабской губернии. Родители заключили брак 4 марта 1930 года в Гринвиче (штат Коннектикут).
Учился в Университете Колумбии и Манхэттенской музыкальной школе.
Автор оркестровых, камерных, оперных произведений и музыки к кинофильмам. Обладатель премии «Оскар» за музыку к фильму Красная Скрипка (1999), нескольких премий «Грэмми», Премии Гравемайера (1991) за Симфонию № 1, Пулитцеровской премии за Симфонию № 2 (2001).
Записи произведений Корильяно выпущены фирмами Sony, RCA, BMG, Telarc, Erato, Ondine, New World, CRI, Naxos.
В 1996 в США создан струнный квартет Джона Корильяно.

## Произведения
- Соната для скрипки и фортепиано (1963)
- Концерт для фортепиано с оркестром (1967)
- Концерт для гобоя с оркестром (1975)
- Концерт для кларнета с оркестром (1977)
- Симфония № 1 (1990)
- Опера «Призраки Версаля» (1991)
- Вокализ (1999)
- Симфония № 2 (2001)
- «Снимок: около 1909-го года» (2003)

## Фильмография
- 1981 — Другие ипостаси
- 1985 — Революция
- 1998 — Красная скрипка